# Trettioett (kortspel)
Trettioett är ett kortspel, som går ut på att med korten på handen uppnå poängsumman 31 eller komma så nära denna summa som möjligt. Poängen räknas på kort i samma färg. Kungar, damer och knektar har poängvärdet 10, essen är värda 11 och sifferkorten har värde efter valören. Tre ess på hand räknas också som 31.
Spelarna börjar spelet med ett fastställt antal, till exempel fem, marker var. I varje omgång delas tre kort ut till varje spelare, och resterande kort bildar en talong, vars översta kort vänds upp och utgör början på kasthögen. Den spelare som är i tur tar upp antingen talongens översta kort eller kasthögens översta kort på hand, och lägger därefter ner ett av sina kort på kasthögen, med framsidan uppåt. Spelet fortgår på detta sätt tills någon av spelarna har fått ihop exakt 31 poäng, varvid omgången omedelbart är slut, eller till dess att en spelare, som anser sig ha en tillräckligt bra hand, knackar i bordet. När en spelare har knackat, får de övriga fortsätta spelet ett varv till, och omgången avslutas när turen kommit tillbaka till den som knackat.
Efter omgångens slut får den eller de spelare som har den lägsta poängen böta en mark till potten. Ofta tillämpas regeln att om någon fått 31 poäng, så ska alla övriga böta varsin mark. En spelare som förlorat alla sina marker måste lämna spelet. En vanligt förekommande regel är dock att den som blivit av med sista mark får fortsätta att delta i följande givar, men kommer att bli definitivt utslagen vid nästa förlust. 
Till sist finns bara en spelare kvar, som då blir spelets vinnare och tar hem potten. Ett alternativt sätt att spela om potten är att alla deltagare lägger en insats var innan varje giv, varefter potten vinns av den som har fått högst poäng den aktuella given. Om två eller flera spelare skulle ha samma högsta poäng sker ingen utdelning, utan potten får ligga kvar till nästa giv.